# Craig Owens
Craigery Michael "Craig" Owens, född 26 augusti 1984, är en musiker ifrån Davison, Michigan, USA. Han är mest känd för att ha varit sångare för bandet Chiodos. Han är även känd för att ha medverkat som sångare i ett antal andra band som Cinematic Sunrise, Isles & Glaciers och The Sound of Animals Fighting. Sedan hösten 2010 är han sångare för bandet D.R.U.G.S.

## Biografi
Craig Owens föddes när hans mor var 17 år, och hans uppväxt var inte den enklaste. Hans föräldrar bråkade ofta och han brukade ofta klättra ut från sitt fönster för att höra på musiken i sin mammas bil istället.
Owens gick ihop med ett par vänner när de gick på High School och började spela musik ihop, de gick vid namnet The Chiodos Brothers och släppte tre EP:s. Därefter ändrade de sitt namn till Chiodos och de hann släppa två fullängdsalbum tillsammans med Owens innan han slutade i bandet år 2009. Chiodos blev allt mer känd på grund av att det var bra musik de gjorde och skrev, och de hade bra liveuppträdanden och många gillade Craig Owens röst för hur han lätt kan gå upp i ljusa stämmor och hur han även kan growla. De fick allt mer fans och blev väldigt stora, framför allt i USA. Craig Owens startade även upp ett band som sidoprojekt 2006 kallat "Cinematic Sunrise" där han fick väldigt positiv feedback på grund av att det var helt annan stil än musiken i Chiodos som han tidigare gjort.
20 juli 2008 tog Owens en överdos av pillren Xanax. När han vaknade upp låg han på sjukhuset med en massa maskiner kopplade till sig. Craig Owens led av depression och tydligen väldigt mycket kritik och tryck från fans fick honom att bryta ihop. Försöket var ett resultat av ett väldigt långt kämpande med bipolär sjukdom. Owens sade senare att han dock inte fick några fysiska skador från incidenten och att han kände sig redo för att börja turnera igen. Den 15 december 2008 avslöjades det att ett sidoprojekt hade startat, kallat Isles & Glaciers, som skulle innehålla sångaren Craig Owens, sångaren Jonny Craig (Dance Gavin Dance, Emarosa), sångare och gitarrist Vic Fuentes (Pierce The Veil), gitarrist Nick Martin (Underminded), basist Matt Goddard (Chiodos), programmering/gitarr Brian Southall (The Receiving End of Sirens) och trummisen Mike Fuentes (Pierce The Veil). Rockbandet Broadway hade med sångarna Craig Owens och Jonny Craig som gäst sångare på deras debutalbum Kingsdoms. Craig Owens har också medverkat i låten "The Road to Hell is Paved With Good Intensions" för post-hardcore bandet In Fear and Faith.

### Avgång från Chiodos
24 september 2009 tillkännagav Chiodos att de har gått skilda vägar med Craig Owens. Bandets meddelande var:
"To all of our friends, family, and fans: We would like to let you know that we have let Craig Owens go as the singer of Chiodos. This decision was a necessary one. Out of respect for all of the hard work that we have put in together for all of these years we will not be discussing the specific reasons that this needed to happen. We wish Craig well . We will absolutely be continuing on as a band and we will keep you informed as this next chapter unfolds. Chiodos fans are the best fans in the world and all we can ask of you, after everything you have already given us, is to share in our excitement for this next album. We promise you will not be disappointed............Brad, Jason, Pat, and Matt"

### D.R.U.G.S
Den 17 augusti 2010 skrev Craig Owens ut på sin twitter att hans nya band heter D.R.U.G.S. Tillsammans med Craig Owens i bandet är Nick Martin (Underminded), Matt Good (From First to Last), Aaron Stern (Matchbook Romance) och Adam Russell (Story of the Year). Bandet bokade spelningar för the Rise From The Ashes tour tillsammans med Eyes Set to Kill och New Medicine som öppningsakter. De blev även under våren med på Alternative Press-turnén 2011 tillsammans med Black Veil Brides, VersaEmerge och I See Stars. De släppte sitt självbetitlade debutalbum 22 februari 2011.

## Craig Owens diskografi

### Chiodos
- The Chiodos Bros. (EP)
- The Best Way To Ruin Your Life (EP)
- The Heartless Control Everything (EP)
- All's Well That Ends Well (Album)
- Bone Palace Ballet (Album)
- Punk Goes Pop 2
- "Flagpole Sitta" cover Harvey Danger
- Thermacare (demo)

### Cinematic Sunrise
- A coloring Storybook and Long Playing Record EP

### The Sound of Animals Fighting
- Lover the Lord Has Left Us...
  - "Un'aria"
  - "Horses In The Sky"
  - "Un'aria Ancora"
- We Must Become the Change We Want to See (DVD)
  - "Act I: Chasing Suns" (live)
  - "Act III: Modulate Back To The Tonic" (live)
  - "Un'aria" (live)
  - "Horses In the Sky" (live)

### Isles & Glaciers
- The Hearts of Lonely People EP

### Solo
- With Love
  1. "Cardigans and Swing Sets"
  2. "Products of Poverty" ft. Stephen Christian från Anberlin
  3. "My Love"
  4. "A Poem By Adam Wolfson"
  5. "Big Apple Big Heart"
  6. "All Based On A Storyline"
  7. "First One, I Love You So Much More"

### Destroy Rebuild Until God Shows(D.R.U.G.S)
- D.R.U.G.S (album)

## Samarbeten

### The Devil Wears Prada
- Plagues Album
  - "You Can't Spell Crap Without "C"

### Ace Enders and a Million Diffrent People
- Bitter Sweet Symphony
  - "Bittersweet Symphony"

### In Fear and Faith
- Your World On Fire
  - "The Road to Hell is Paved with Good Intensions"

### The Company We Keep
- TBA
  - "Anna Begins"
  - "El Dorado"

### Broadway
- Kingdoms
  - "Same Thing We Do Everyday Pinky"

### MxPx
- On the Cover II
  - "Fallen Angel (Poison Song)"